# Bracon lendicivorus
Bracon lendicivorus är en stekelart som först beskrevs av Joseph Augustine Cushman 1930.  Bracon lendicivorus ingår i släktet Bracon och familjen bracksteklar. Inga underarter finns listade.